# رويس ألجر
رويس ألجر (بالإنجليزية: Royce Alger)‏ هو فنان قتال مختلط أمريكي، ولد في 6 مارس 1965 في آيوا سيتي في الولايات المتحدة.

## وصلات خارجية
- رويس ألجر على موقع يو إف سي (الإنجليزية)
- رويس ألجر على موقع شيردوغ (الإنجليزية)
- رويس ألجر على موقع قاعدة بيانات المصارعة الدولية (الإنجليزية)